# Édouard Piette
Pour les articles homonymes, voir Piette.
Édouard Piette est un archéologue et préhistorien français, né le 11 mars 1827 à Aubigny-les-Pothées (Ardennes) et mort le 5 juin 1906 à Rumigny (Ardennes).

## Biographie
Avocat de formation, il n’arrêta jamais sa profession d'homme de loi. Il débute comme avocat puis comme juge de paix, dans le Nord de la France puis à Eauze dans le Gers. Il termine sa carrière comme juge au tribunal d'Angers. 
Il dédie son temps libre à la géologie, et à travers cette approche il découvre l'archéologie de la préhistoire. Adhérent de la Société géologique de France dans le bulletin de laquelle il publie dès 1855 des notes sur les fossiles de sa région, il fouille des nécropoles gauloises et mérovingiennes de la région de Craonne. 
En raison de problèmes de santé, il se voit prescrire en 1871 une cure aux eaux sulfureuses de Bagnères-de-Luchon, ce qui le conduit à s'intéresser à la Préhistoire pyrénéenne. 
En premier lieu, il finance et dirige les fouilles de la grotte de l'Éléphant à Gourdan-Polignan (Haute-Garonne) de 1871 à 1875, à la grotte d'Espalungue à Saint-Michel d'Arudy (Pyrénées-Atlantiques) de 1873 à 1874, et celle de Lortet (Hautes-Pyrénées). Lors de la construction de la gare d'Eauze en 1880, il sauve plusieurs inscriptions lapidaires gallo-romaines provenant de l'antique cité d'Elusa. 
Il poursuit par la grotte du Mas-d'Azil en Ariège de 1880 à 1890 où il met au jour une sculpture de tête de cheval magdalénienne ainsi qu'une figurine féminine du Paléolithique supérieur dite « la Vénus du Mas d'Azil » ; enfin, il fouille la grotte du Pape à Brassempouy (Landes) de 1894 à 1897, où il découvre notamment la statuette féminine de la Dame de Brassempouy.
Il explore également des tumulus du premier âge du fer, en compagnie de Julien Sacaze, dans la région de Lannemezan, de Lourdes et de Tarbes. 
Contrairement à de nombreux fouilleurs de cette période, il applique à ses recherches une méthodologie relativement rigoureuse et a toujours refusé de vendre ses découvertes pour en tirer un bénéfice financier.
Il a un cabinet de travail dans l'aile sud du château de la Cour des Prés à Rumigny, une propriété acquise par son grand-père. Il a réuni dans cette demeure familiale une riche collection résultant de ses fouilles et il y invite dès septembre 1897 le jeune séminariste Henri Breuil. C'est dans cette demeure qu'il décède.

## Son œuvre

### La collection Piette

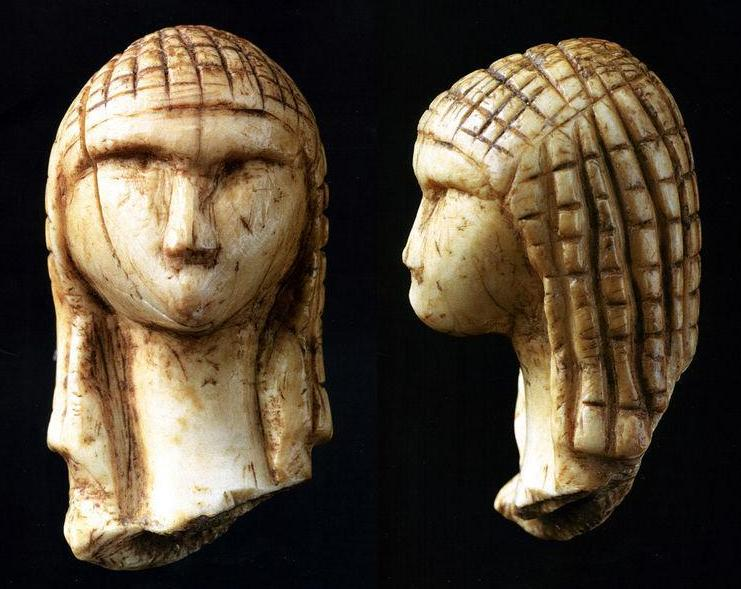
Tête féminine dite la Dame de Brassempouy ou la Dame à la capuche vers 21000 av J.C., fouilles Édouard Piette, 1894-97..

La collection Piette est une des plus belles collections d'art préhistorique au monde[non neutre]. Il en fait don au musée des Antiquités nationales de Saint-Germain-en-Laye en 1902, à la condition que ses découvertes soient exposées suivant ses directives. Cette collection comprend notamment la célèbre Dame de Brassempouy, une statuette féminine gravettienne en ivoire de mammouth, et de nombreuses œuvres magdaléniennes sculptées en os ou en bois de cervidé. Elle est aujourd'hui exposée dans la salle Piette.
Il fait dessiner certaines œuvres d'art de sa collection par Henri Breuil. Une amitié parfois orageuse naît entre les deux hommes.
Les aléas de l'histoire retardent la réalisation de la salle spécialement aménagée selon les vœux de Piette pour présenter ses collections. Mort peu de temps après sa donation, son disciple Henri Breuil reprend cette tâche qu'il ne termine que vers 1960. La salle ouvre donc mais reste alors, pour des raisons techniques, seulement ouverte aux spécialistes. Entièrement restaurée, elle est dorénavant accessible au public par petits groupes depuis le 29 novembre 2008. Jusqu'à cette date, seul un moulage de la Dame de Brassempouy était présenté au public dans les collections permanentes,.

Salle Piette - Musée nationale d'Archéologie
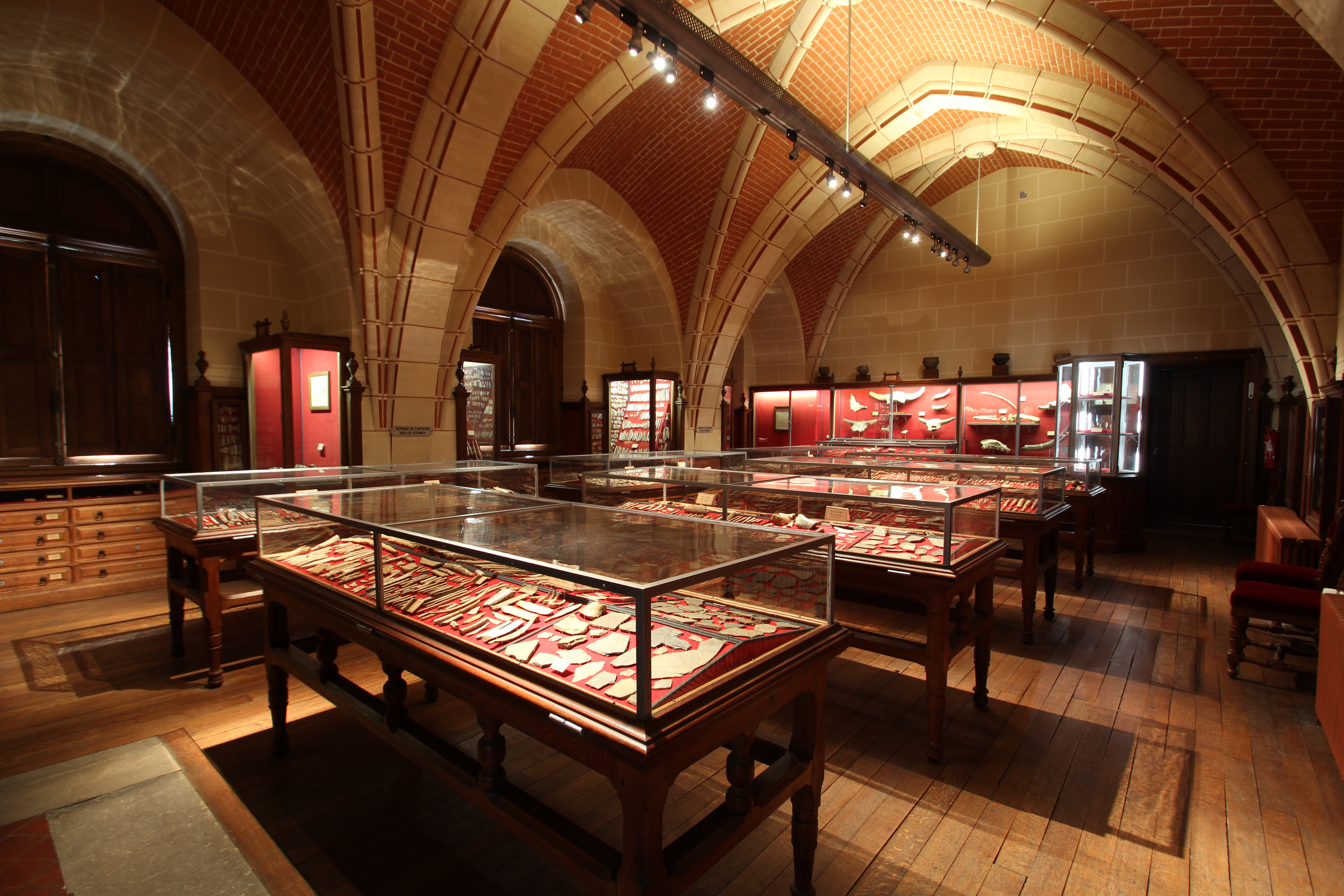
Salle Piette.
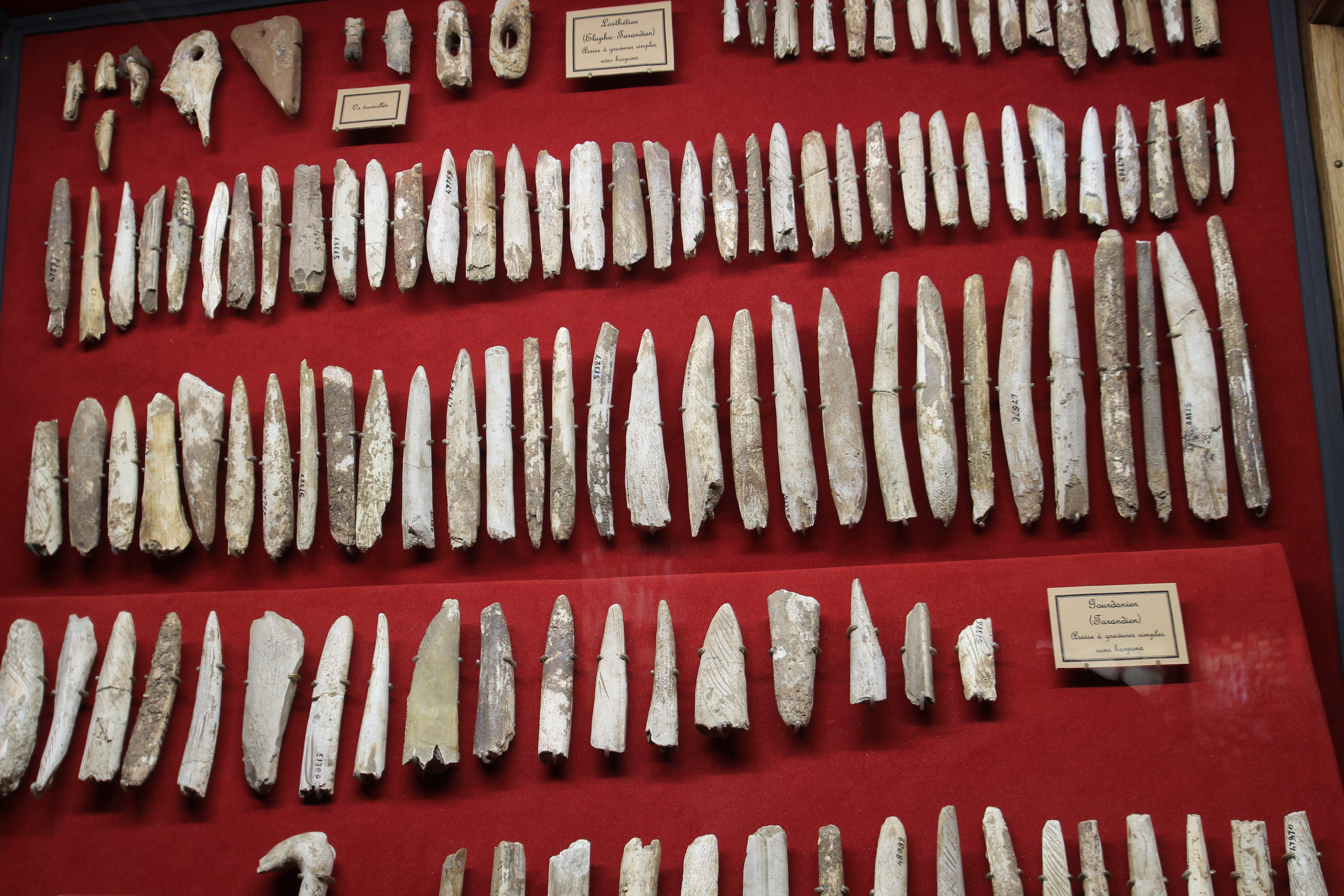
Os travaillés ou gravés.
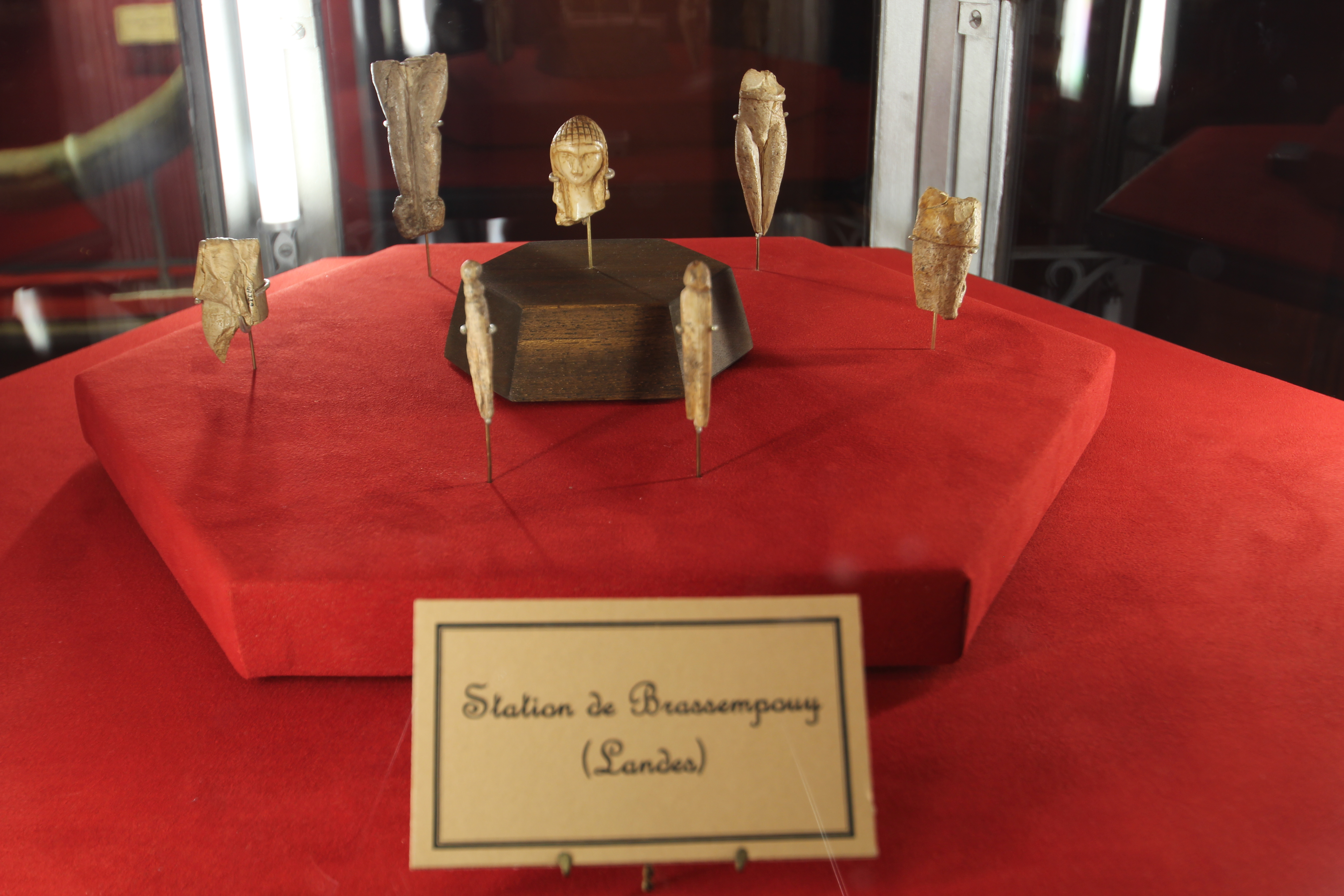
Vitrine Brassempouy.
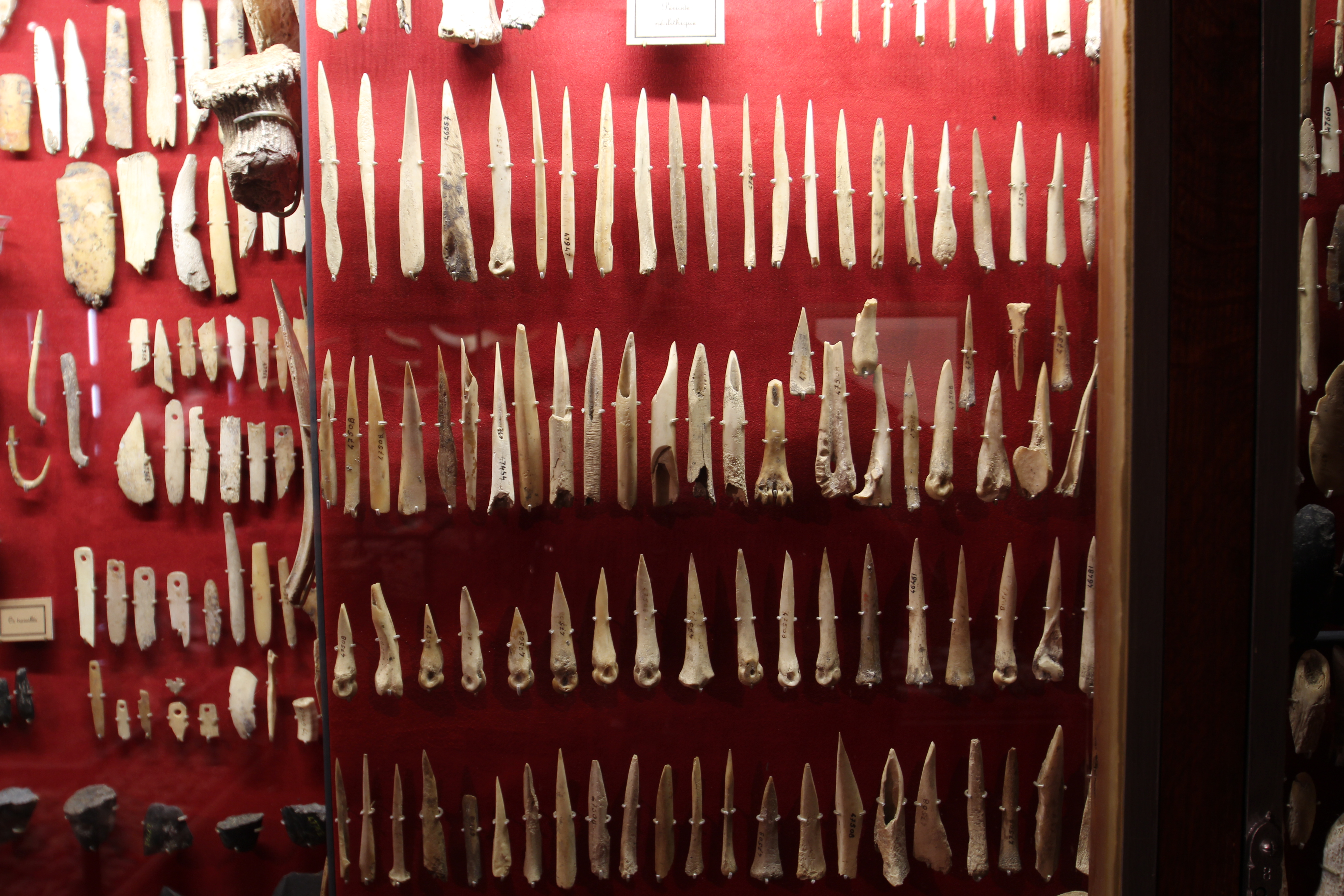
Période néolithique.
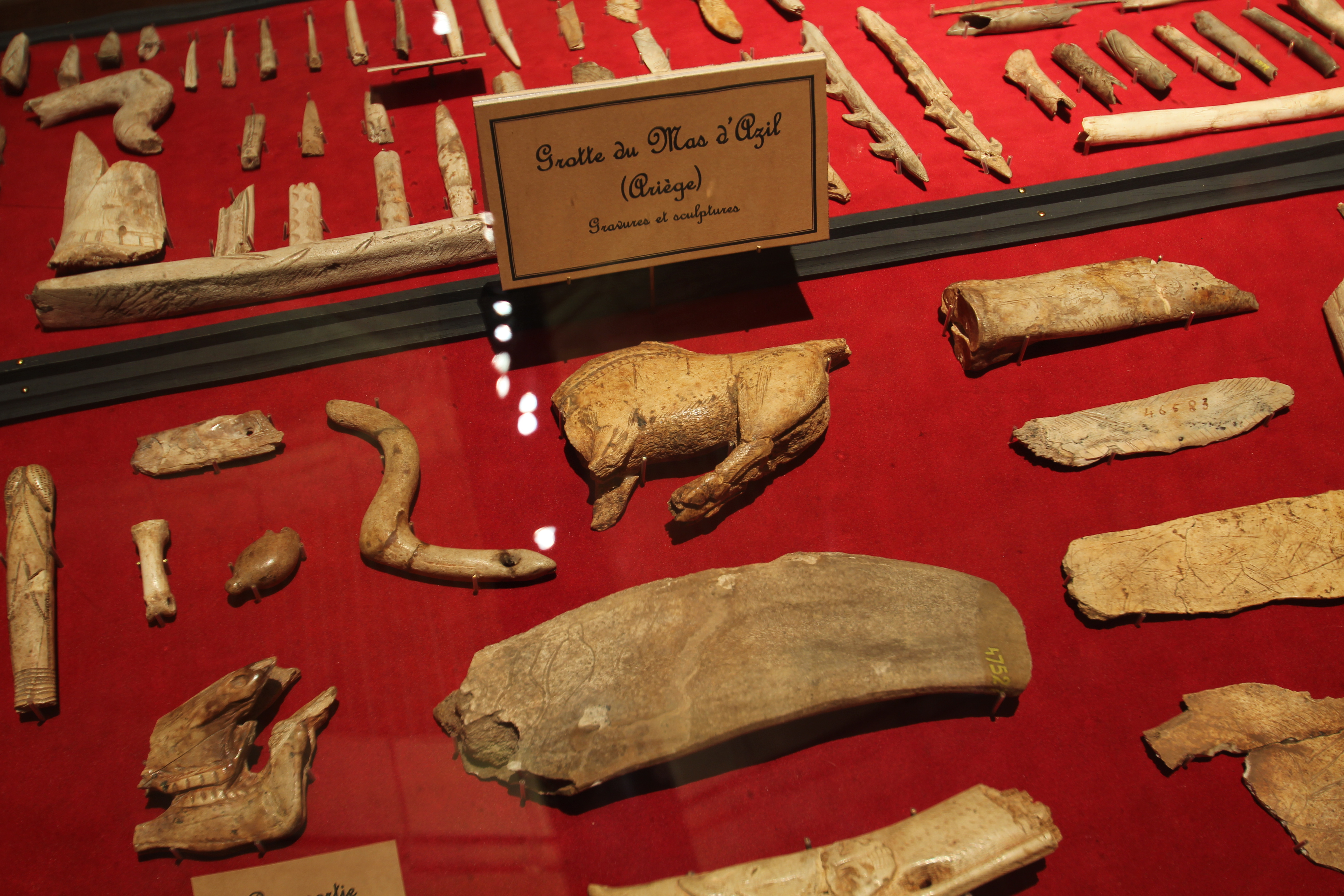
Mas d'Azil.

### Classification chronologique
Piette est l'auteur de nombreuses tentatives de classifications chronologiques de ses objets d'art paléolithiques, basées sur la comparaison des éléments artistiques, mais l'inégalité de répartition des œuvres artistiques et la complexité des subdivisions les ont fait abandonner en pratique.  
Il est l’inventeur de l'Azilien, culture épipaléolithique succédant au Magdalénien qu'il a identifiée au Mas d'Azil.
Il est le premier à s'être intéressé à la signification des « Vénus stéatopyges » du Gravettien.

## Publications
Voir entre autres les « publications d'Édouard Piette sur Persée », sur persee.fr.
- [1881] Note sur plusieurs inscriptions récemment découvertes dans les ruines d'Elusa, Cauterets, impr.-libr. G. Cazaux, 1881, 3 p., sur gallica (lire en ligne).
- [1892] « L'équidé tacheté de Lourdes », Bulletins et Mémoires de la Société d'Anthropologie de Paris, no 3,‎ 1892, p. 436-442 (lire en ligne [sur persee]).
- [1894] « Hiatus et lacune. Vestiges de la période de transition dans la grotte du Mas d'Azil », Bulletin de la Société d'Anthropologie de Paris, vol. 5, 4e série,‎ 1894, p. 381-395 (lire en ligne [sur persee]).
- [1894] « Notes pour servir à l'histoire de l'art primitif », L'Anthropologie, no 2,‎ 1894 (lire en ligne [sur gallica]).
- [1895] « La station de Brassempouy et les statuettes humaines de la période glyptique », L'Anthropologie, vol. 6,‎ 1895, p. 129-151.
- [1903] « Notions complémentaires sur l'Asylien » (Études d'ethnographie préhistorique, cahier no 6), L'Anthropologie, t. 14,‎ novembre-décembre 1903 (lire en ligne [PDF] sur perdrizet-doc.hiscant.univ-lorraine.fr, consulté le 26 février 2021).
- [1907] L'art pendant l'âge du renne, Paris, éd. Masson, 1907 (présentation en ligne).

En juillet 1905, l'académie des inscriptions et belles-lettres lui accorde le prix de Joest pour l'ensemble de ses travaux.

### Filmographie
- Un visage pour la préhistoire ou l'aventure de la collection Piette, de Program 33, France 5 (prod.) et de Guillaume Terver (réal.), 2008 [présentation en ligne]